# اسامر نتوغزى (آيت إبراهيم)
اسامر نتوغزى هو دُوَّار يقع بجماعة واولى، إقليم أزيلال، جهة بني ملال خنيفرة في المملكة المغربية. ينتمي الدوّار لمشيخة آيت إبراهيم التي تضم 12 دوار. يقدر عدد سكانه بـ 210 نسمة حسب الإحصاء الرسمي للسكان والسكنى لسنة 2004.

## روابط خارجية
- البوابة الوطنية للجماعات الترابية
- المندوبية السامية للتخطيط